# Valentina Visconti
Valentina Visconti (Pavia, 1371 – Castello di Blois, 4 dicembre 1408) era figlia di Gian Galeazzo Visconti e di Isabella di Valois. Fu Duchessa d'Orléans come consorte di Luigi I di Valois-Orléans, fratello di Carlo VI, re di Francia.

## Biografia

### Giovinezza
Rimasta orfana di madre, fu cresciuta e educata a Pavia dalla nonna Bianca di Savoia. Nel 1385 il padre Gian Galeazzo Visconti, diventato Signore di Milano, decise di maritare la figlia a Luigi di Valois, duca d'Orléans e fratello del re Carlo VI di Francia, per rafforzare la sua posizione politica con il paese transalpino. Il 25 novembre del 1386, con dispensa del papa (in quanto i due sposi erano cugini di primo grado) fu stipulato il contratto matrimoniale: la sposa portava in dote la Contea di Asti, la Contea di Vertus, 450 000 fiorini, gioielli per 75 000 fiorini e la successione milanese. Gian Galeazzo impedì però a sua figlia di lasciare Milano, accampando scuse sulla sua giovane età (Isabella aveva quindici anni) e il rito nuziale fu officiato solamente per procura a Milano l'8 aprile del 1387.
In realtà era solamente uno stratagemma per prendere tempo, nella speranza che la sua nuova moglie Caterina Visconti, attendesse un figlio, così da poter modificare il contratto matrimoniale. Il 7 settembre 1388, infatti, nacque Giovanni Maria e, mentre si procedeva alla revisione delle clausole nuziali, Valentina fu inviata a raggiungere il marito, sotto scorta del cugino paterno Amedeo VII di Savoia, detto il Conte Rosso e di Francesco I Gonzaga, capitano del popolo di Mantova, con un ingente anticipo sulla dote, comprendente 200.000 fiorini d'oro, monili, pietre e stoffe preziose. Durante il suo viaggio fece sosta ad Alessandria, Asti e Chieri.

### Matrimonio

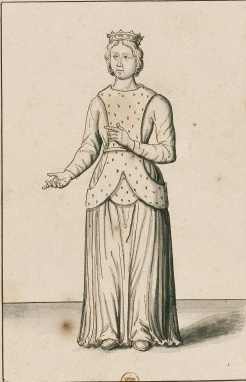
Valentina, contessa d'Orléans.

Il matrimonio si celebrò a Melun il 17 agosto del 1389. La cugina Isabella di Baviera, figlia di Taddea Visconti e Stefano II di Baviera, intanto aveva sposato Carlo VI, futuro re di Francia. Le due cugine coabitarono a Vincennes prima di trasferirsi a Parigi. In questo periodo Valentina ebbe tre figli di cui due morti prematuramente. Anche i primi due figli della cugina Isabella ebbero vita breve.

### Pazzia di Carlo VI

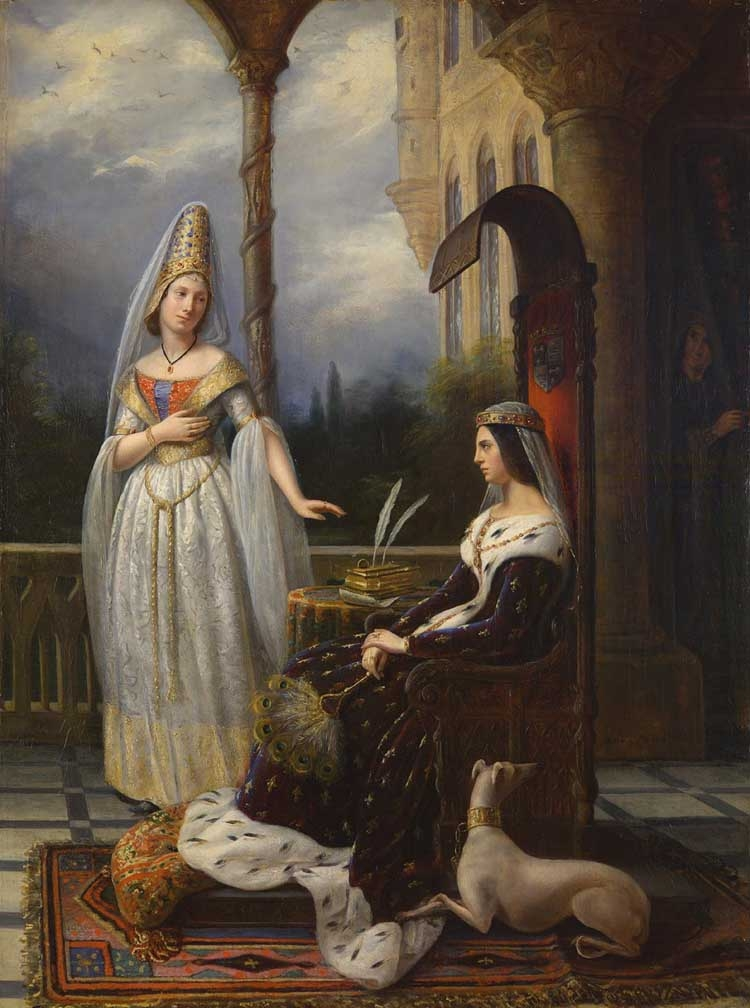
Valentina Visconti e Odette de Champdivers, amante del Re.

I lutti dei primi due figli di Isabella di Baviera generarono in Carlo VI la convinzione che sulla sua discendenza incombesse una maledizione, portandolo ad una sindrome maniaco-depressiva non attenuata neppure dalla nascita degli altri figli. Questo stato psicologico degenerò sempre di più e nell'agosto del 1392, Carlo VI fu colto da un delirio omicida: uccise alcuni dei suoi cavalieri, mettendo in fuga il fratello Luigi. Il raptus fu utilizzato da Isabella per avviare una campagna di accuse contro la cognata, imputata d'avere tramato e "stregato" il marito nell'intento di delegittimarlo ed assicurare il trono al proprio coniuge.

### Esilio

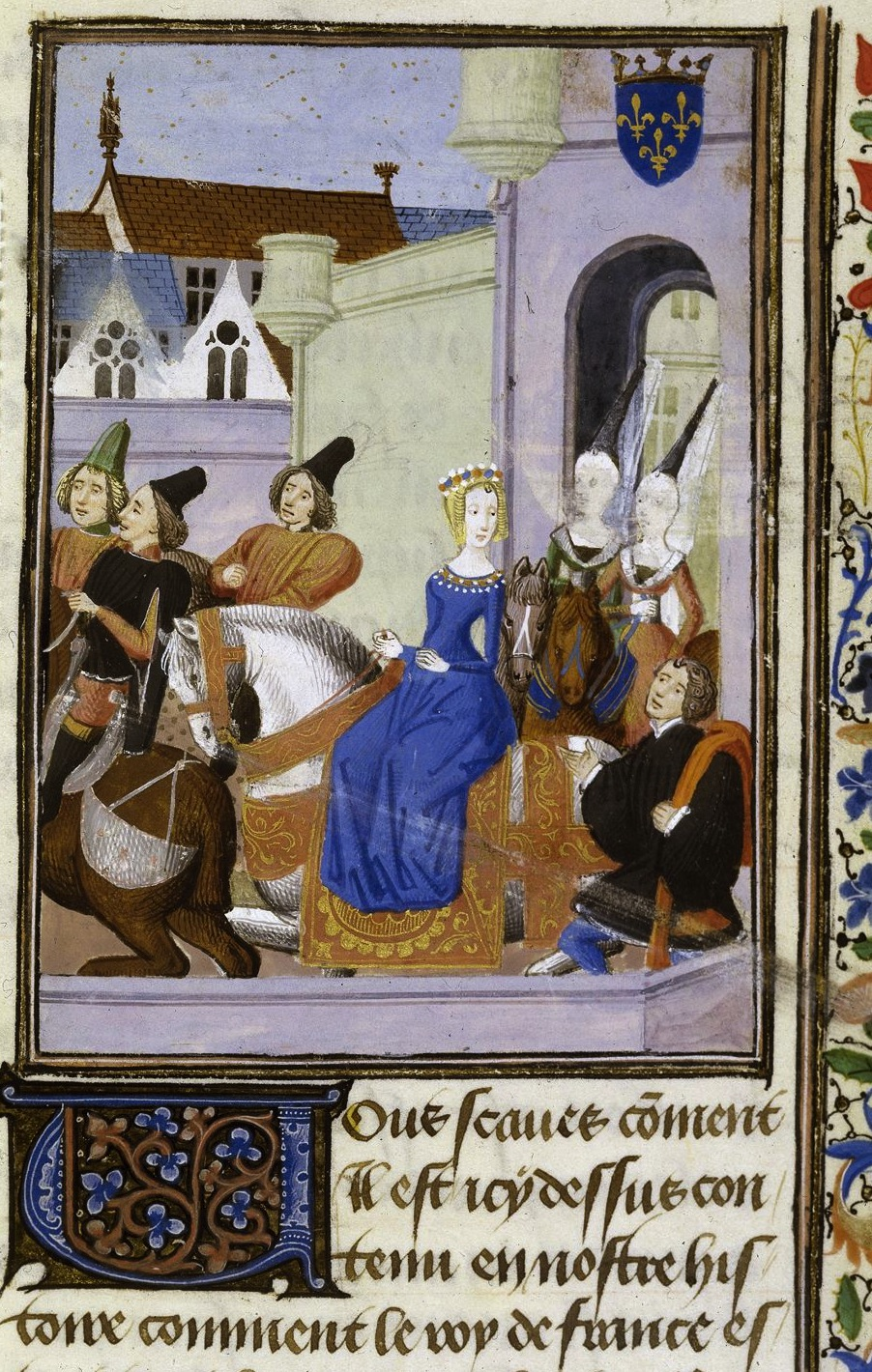
Valentina lascia Parigi, tratto dalle Cronache di Froissart.

Per proteggere la moglie dalla diffusa ostilità e dalla politica francese anti-viscontea, nel marzo del 1396 Luigi la trasferì ad Asnières, ove le faceva brevi visite nelle pause di ampliamento del Castello di Blois. Durante questo periodo nacquero altri quattro figli: Filippo nel 1396, Giovanni nel 1399, Maria nel 1401 e Margherita nel 1406. L'allontanamento di Valentina coincise con l'abbandono dell'alleanza con Gian Galeazzo Visconti in cambio di quella franco-fiorentina del 29 settembre 1396. Da Asnières, Valentina si trasferì a Blois nel 1400. Il marito Luigi trasformò il castello in una vera fortezza, perché la contea era praticamente accerchiata dalle province dei Duchi di Borgogna. Nel 1402 il padre Gian Galeazzo morì a causa della peste e nel ducato milanese il suo posto fu preso dalla moglie Caterina, matrigna della Duchessa d'Orléans.

### Assassinio di Luigi d'Orleans
(da Compendi Historici del 1668)

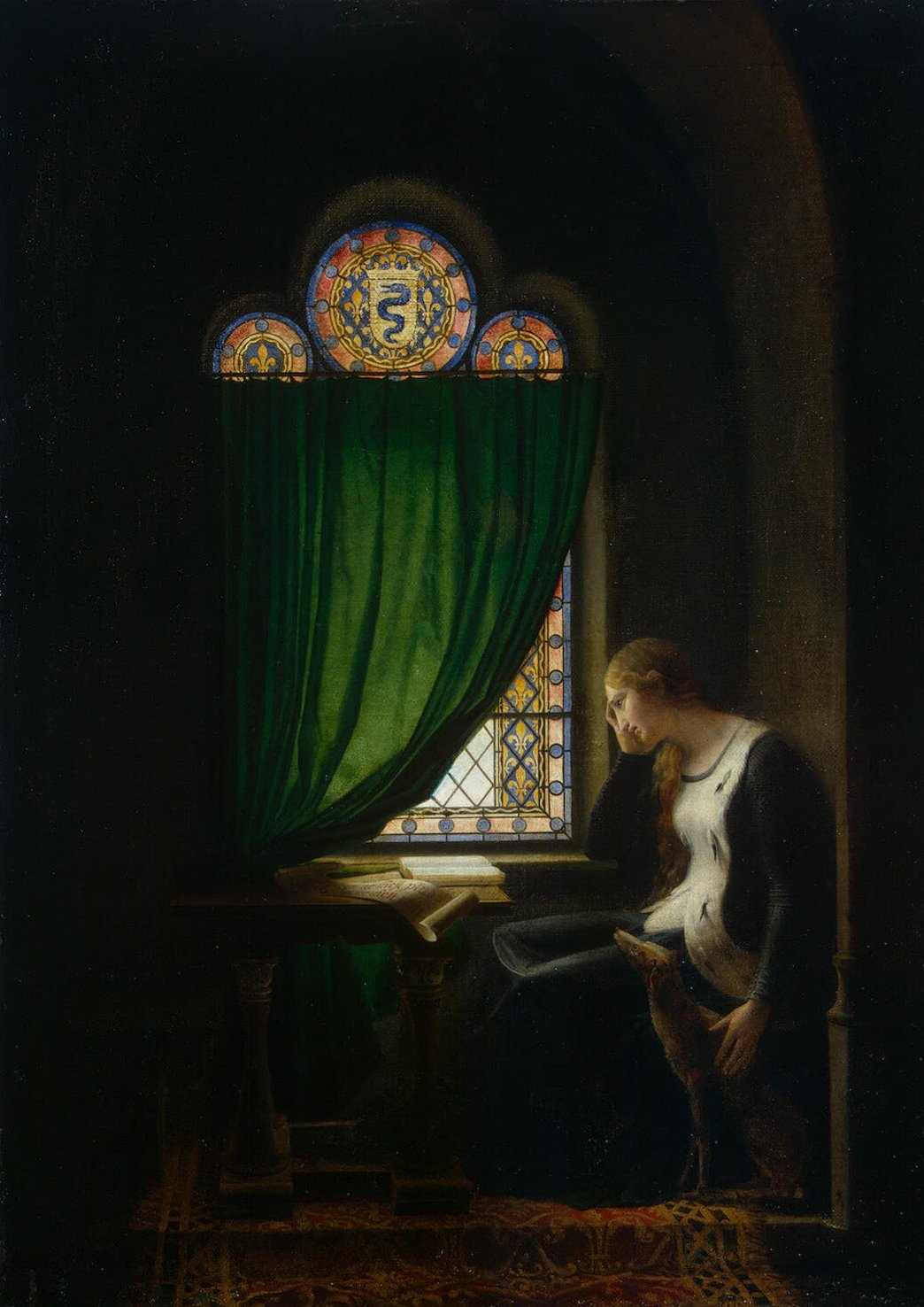
Valentina di Milano piange la morte del suo sposo Luigi d'Orléans
Fleury-François Richard, 1802.

Le mire sul trono di Francia da parte dei Duchi di Borgogna si fecero sempre più pressanti e questo portò ad alcuni anni di lotte e trame per la supremazia del regno. Quando al duca di Borgogna Filippo l'Ardito successe il figlio Giovanni senza Paura, le pressioni si fecero sempre più insistenti. Le prime trame coincisero con il matrimonio del delfino Luigi di Guienna con Margherita di Borgogna, figlia di Giovanni senza Paura. Ma le aperte ostilità sfociarono nel luglio del 1405, quando Giovanni sferrò l'attacco a Parigi e i reali furono costretti a abbandonare la capitale per Melun, dove insediarono un governo provvisorio. Il Delfino, nel tentativo di raggiungere i genitori, fu preso in ostaggio dal suocero Giovanni. Dopo due mesi, Isabella e Luigi rientrarono a Parigi, ma senza più alcun potere effettivo perché il 26 gennaio 1406 il Duca di Borgogna si fece proclamare reggente per il Delfino. Il 23 novembre 1407 la regina Isabella partorì il suo dodicesimo e ultimo figlio, che morì poche ore dopo. Appresa la notizia, il cognato Luigi si recò in visita a palazzo, ma, nei pressi della porta Barbette, l'attendevano i sicari mandati da Giovanni, che temeva un'eventuale rivendicazione del regno da parte sua, e lo assassinarono.

### Morte

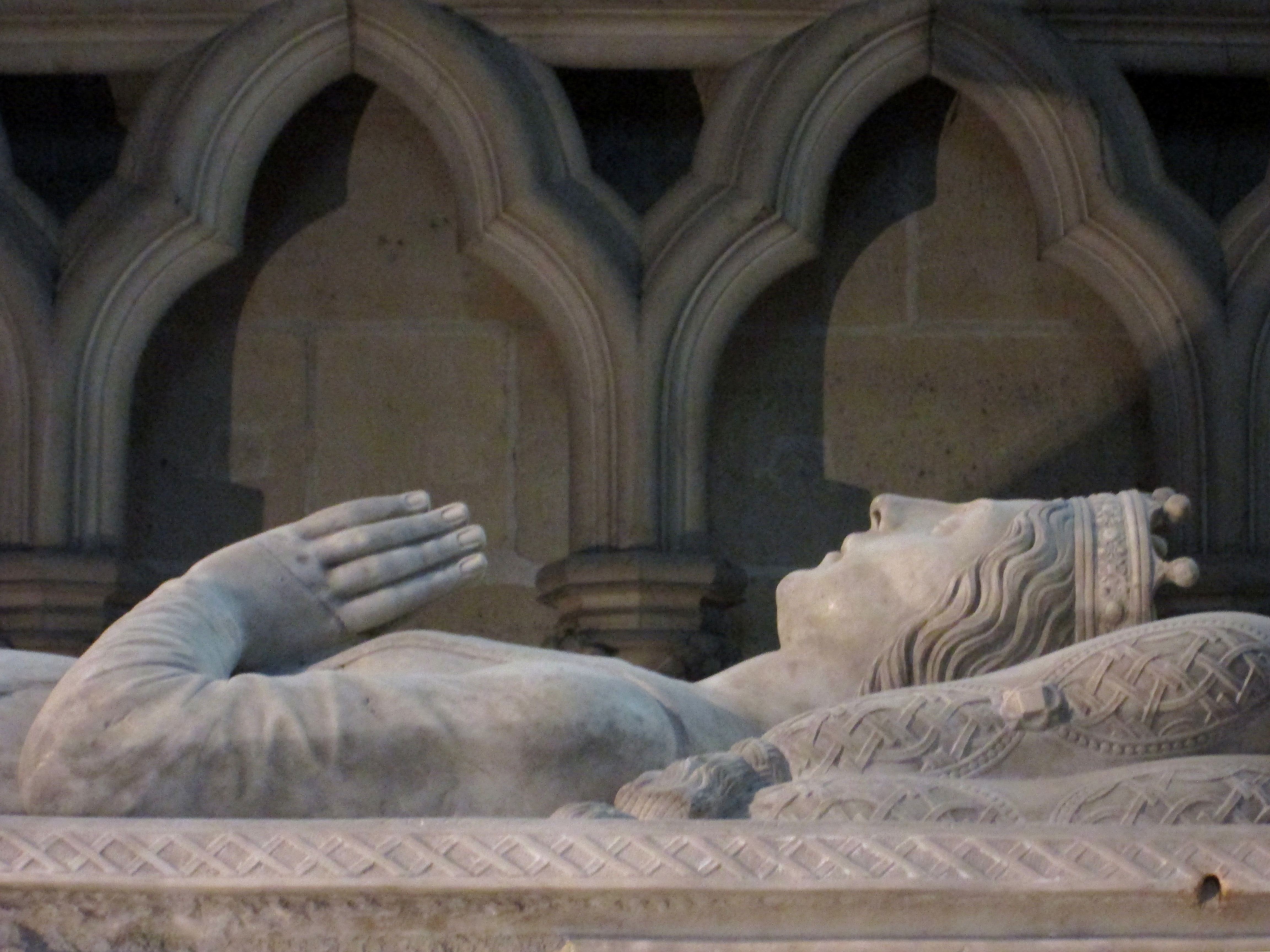
Gisant di Valentina Visconti, basilica di Saint-Denis.

Le investigazioni del prevosto di Parigi giunsero alla verità e Giovanni senza Paura confessò di essere stato il mandante. Benché fosse biasimato da tutti (incluso il consiglio di reggenza, che prometteva di perseguire il colpevole) non fu preso alcun provvedimento: anzi, ogniqualvolta il Duca di Borgogna si presentava a Parigi era accolto con tutti gli onori, nonostante il fatto che Valentina, la vedova di Luigi ne chiedesse una esemplare punizione.

L'assassinio del marito precluse a Valentina qualsiasi sviluppo futuro. 
 Fu il motto coniato dalla giovane vedova, che morì a trentotto anni il 4 dicembre 1408, al Castello di Blois, molto delusa, perché qualche mese prima ad Amiens, il crimine di Giovanni senza Paura era stato giustificato da un'assemblea che aveva rivolto odiose accuse alla vittima. Valentina lasciò quattro figli, Carlo, quattordicenne, sposo della cugina Isabella e futuro padre del re Luigi XII, che raccolse intorno a sé il partito orleanista, Filippo di dodici anni, Giovanni di otto anni e Margherita di due soli anni.
Valentina è sepolta nella basilica di Saint-Denis, il sacrario dei Re di Francia.

## Discendenza
Dal matrimonio tra Valentina Visconti e Luigi I d'Orléans nacquero:
- una figlia (1390);
- Luigi (1391 – 1395);
- un figlio (1392);
- Giovanni Filippo (Parigi, 1393-Vincennes, 1393);
- Carlo (1394-1465), duca d'Orléans, fu il padre del re Luigi XII di Francia;
- Filippo (Parigi, 1396-1420), conte di Vertus;
- Giovanni (1400-1467), conte d'Angouleme, fu il nonno paterno del re Francesco I di Francia;
- Maria (Coucy, 1401);
- Margherita (1406-1466, Abbaye-la-Guiche), contessa di Vertus, sposò nel 1423 Riccardo di Bretagna, conte d'Étampes, divenendo la madre del Duca Francesco II di Bretagna.

## Ascendenza
|                        |                       |                      | Genitori                  |  |  | Nonni |  |  | Bisnonni         |  |  | Trisnonni         |  |
|                        |                       |                      |                           |  |  |       |  |  | Stefano Visconti |  |  | Matteo I Visconti |  |
|                        |                       |                      |                           |  |  |       |  |  | Stefano Visconti |  |  | Matteo I Visconti |  |
|                        |                       | Bonacossa Borri      |                           |  |  |       |  |  | Stefano Visconti |  |  |                   |  |
| Galeazzo II Visconti   |                       |                      |                           |  |  |       |  |  | Stefano Visconti |  |  |                   |  |
|                        |                       | Valentina Doria      | Bernabò Doria             |  |  |       |  |  |                  |  |  |                   |  |
|                        |                       | Valentina Doria      | Bernabò Doria             |  |  |       |  |  |                  |  |  |                   |  |
|                        |                       | Valentina Doria      | Eliana Fieschi            |  |  |       |  |  |                  |  |  |                   |  |
| Gian Galeazzo Visconti |                       | Valentina Doria      |                           |  |  |       |  |  |                  |  |  |                   |  |
|                        |                       | Aimone di Savoia     | Amedeo V di Savoia        |  |  |       |  |  |                  |  |  |                   |  |
|                        |                       | Aimone di Savoia     | Amedeo V di Savoia        |  |  |       |  |  |                  |  |  |                   |  |
|                        |                       | Aimone di Savoia     | Sibilla de Baugé          |  |  |       |  |  |                  |  |  |                   |  |
| Bianca di Savoia       |                       | Aimone di Savoia     |                           |  |  |       |  |  |                  |  |  |                   |  |
|                        |                       | Violante Paleologa   | Teodoro I del Monferrato  |  |  |       |  |  |                  |  |  |                   |  |
|                        |                       | Violante Paleologa   | Teodoro I del Monferrato  |  |  |       |  |  |                  |  |  |                   |  |
|                        |                       | Violante Paleologa   | Argentina Spinola         |  |  |       |  |  |                  |  |  |                   |  |
| Valentina Visconti     |                       | Violante Paleologa   |                           |  |  |       |  |  |                  |  |  |                   |  |
|                        | Filippo VI di Francia | Carlo di Valois      |                           |  |  |       |  |  |                  |  |  |                   |  |
|                        | Filippo VI di Francia | Carlo di Valois      |                           |  |  |       |  |  |                  |  |  |                   |  |
|                        | Filippo VI di Francia | Margherita d'Angiò   |                           |  |  |       |  |  |                  |  |  |                   |  |
| Giovanni II di Francia | Filippo VI di Francia |                      |                           |  |  |       |  |  |                  |  |  |                   |  |
|                        |                       | Giovanna di Borgogna | Roberto II di Borgogna    |  |  |       |  |  |                  |  |  |                   |  |
|                        |                       | Giovanna di Borgogna | Roberto II di Borgogna    |  |  |       |  |  |                  |  |  |                   |  |
|                        |                       | Giovanna di Borgogna | Agnese di Francia         |  |  |       |  |  |                  |  |  |                   |  |
| Isabella di Valois     |                       | Giovanna di Borgogna |                           |  |  |       |  |  |                  |  |  |                   |  |
|                        |                       | Giovanni I di Boemia | Enrico VII di Lussemburgo |  |  |       |  |  |                  |  |  |                   |  |
|                        |                       | Giovanni I di Boemia | Enrico VII di Lussemburgo |  |  |       |  |  |                  |  |  |                   |  |
|                        |                       | Giovanni I di Boemia | Margherita di Brabante    |  |  |       |  |  |                  |  |  |                   |  |
| Bona di Lussemburgo    |                       | Giovanni I di Boemia |                           |  |  |       |  |  |                  |  |  |                   |  |
|                        |                       | Elisabetta di Boemia | Venceslao II di Boemia    |  |  |       |  |  |                  |  |  |                   |  |
|                        |                       | Elisabetta di Boemia | Venceslao II di Boemia    |  |  |       |  |  |                  |  |  |                   |  |
|                        |                       | Elisabetta di Boemia | Guta d'Asburgo            |  |  |       |  |  |                  |  |  |                   |  |
|                        |                       | Elisabetta di Boemia |                           |  |  |       |  |  |                  |  |  |                   |  |